# Principia Discordia
Principia Discordia – święta księga dyskordianizmu autorstwa Grega Hilla (pod pseudonimem Malaklipsy Młodszego). Autorami niektórych fragmentów byli także Kerry Thornley (pod pseudonimem Omar Khayyam Ravenhurst), Robert Anton Wilson, Camden Benares czy Richard Marshall. Tytuł łaciński można tłumaczyć jako "Zasady Niełady".
Nie jest to jedna książka, lecz pięć kolejnych, zupełnie innych edycji. Znane są tylko pierwsza, czwarta i piąta edycja:
- Principia Discordia or How The West Was Lost (Principia Discordia, czyli Jak Upadł Zachód), wydana w 1965 roku w pięciu egzemplarzach,
- Principia Discordia or How I Found The Goddess & What I Did To Her When I Found Her (Principia Discordia, czyli Jak Odnalazłem Boginię I Co Jej Wtedy Zrobiłem), wydana w 1969 roku,
- Principia Discordia or a Catterpiller’s Praise To The Butterfly (Principia Discordia, czyli Gąsienicowy Zachwyt Nad Motylem).

Na polski została przetłumaczona czwarta edycja tekstu:
- Principia Discordia czyli jak znalazłem boginię i co jej wtedy zrobiłem, tłum. Dariusz Misiuna, ISBN 83-908539-5-7, Wydawnictwo FOX, Wrocław 2000, ss. 88.